# Walter Grauman
Walter Grauman, nome completo Walter Eliott Grauman (Milwaukee, 17 marzo 1922 – Los Angeles, 20 marzo 2015) è stato un regista e produttore televisivo statunitense.
È stato accreditato anche con il nome Walter E. Grauman.

## Filmografia

### Regista
- The Disembodied (1957)
- Colt .45 – serie TV, 2 episodi (1957)
- Matinee Theatre – serie TV, 16 episodi (1955-1958)
- Peter Gunn – serie TV, 2 episodi (1959)
- Steve Canyon – serie TV, 7 episodi (1958-1959)
- Man Without a Gun – serie TV, 2 episodi (1958-1959)
- Alcoa Theatre – serie TV, 4 episodi (1959)
- Goodyear Theatre – serie TV, un episodio (1959)
- Hotel de Paree – serie TV, un episodio (1959)
- Perry Mason – serie TV, 2 episodi (1959-1960)
- Wichita Town – serie TV, un episodio (1960)
- The Chevy Mystery Show – serie TV, un episodio (1960)
- The New Breed – serie TV, 6 episodi (1961-1962)
- Empire – serie TV, un episodio (1962)
- Undicesima ora (The Eleventh Hour) – serie TV, un episodio (1962)
- Gli intoccabili (The Untouchables) – serie TV, 21 episodi (1959-1963)
- La città in controluce (Naked City) – serie TV, 2 episodi (1962-1963)
- Ai confini della realtà (The Twilight Zone) – serie TV, un episodio (1963)
- Boston Terrier – film TV (1963)
- Route 66 – serie TV, 2 episodi (1962-1963)
- La legge di Burke (Burke's Law) – serie TV, un episodio (1963)
- Assistente sociale (East Side/West Side) – serie TV, un episodio (1963)
- Fanfare for a Death Scene – film TV (1964)
- The Crisis (Kraft Suspense Theatre) – serie TV, 2 episodi (1964)
- Squadriglia 633 (633 Squadron) (1964)
- Un giorno di terrore (Lady in a Cage) (1964)
- Twelve O'Clock High – serie TV, un episodio (1965)
- Smania di vita (A Rage to Live) (1965)
- Il fuggiasco (The Fugitive) – serie TV, 11 episodi (1963-1965)
- Honey West – serie TV, un episodio (1965)
- Blue Light – serie TV, 7 episodi (1966)
- La diciottesima spia (I Deal in Danger) (1966)
- The World: Color It Happy – film TV (1967)
- Squadra speciale anticrimine (Felony Squad) – serie TV, 3 episodi (1966-1967)
- Nick Quarry – film TV (1968)
- Al banco della difesa (Judd for the Defense) – serie TV, un episodio (1968)
- Lancer – serie TV, un episodio (1968)
- Daughter of the Mind – film TV (1969)
- Gli sciacalli del comandante Strasser (The Last Escape) (1970)
- Dan August – serie TV (1970)
- L'uomo che gridava al lupo (The Old Man Who Cried Wolf) – film TV (1970)
- Il rifugio del corvo (Crowhaven Farm) – film TV (1970)
- The Forgotten Man – film TV (1971)
- Paper Man – film TV (1971)
- Dead Men Tell No Tales – film TV (1971)
- They Call It Murder – film TV (1971)
- Jigsaw – serie TV (1972)
- F.B.I. (The F.B.I.) – serie TV, 3 episodi (1972-1974)
- Manhunter – film TV (1974)
- Adams of Eagle Lake – serie TV, un episodio (1975)
- Force Five – film TV (1975)
- Bert D'Angelo Superstar (Bert D'Angelo/Superstar) – serie TV, un episodio (1976)
- Squadra Most Wanted (Most Wanted) – serie TV, 2 episodi (1976)
- Le strade di San Francisco (The Streets of San Francisco) – serie TV, 12 episodi (1972-1977)
- Il brivido dell'imprevisto (Tales of the Unexpected) – serie TV, un episodio (1977)
- Are You in the House Alone? – film TV (1978)
- Barnaby Jones – serie TV, 49 episodi (1973-1979)
- Crisis in Mid-air – film TV (1979)
- The Golden Gate Murders – film TV (1979)
- Top of the Hill – film TV (1980)
- To Race the Wind – film TV (1980)
- The Memory of Eva Ryker – film TV (1980)
- Pleasure Palace – film TV (1980)
- La valle delle bambole (Jacqueline Susann's Valley of the Dolls) – miniserie TV (1981)
- Il profumo del potere (Bare Essence) – miniserie TV (1982)
- Illusions – film TV (1983)
- Il profumo del potere (Bare Essence) – serie TV, 11 episodi (1983)
- Cover Up – serie TV (1984)
- Visitors (V) – serie TV, un episodio (1984)
- Trapper John (Trapper John, M.D.) – serie TV, un episodio (1985)
- Scene of the Crime – serie TV, un episodio (1985)
- Covenant – film TV (1985)
- Outrage! – film TV (1986)
- Chi è Giulia? (Who Is Julia?) – film TV (1986)
- Gioco duro a Sunset Strip (Shakedown on the Sunset Strip) – film TV (1988)
- Colombo (Columbo) – serie TV, un episodio (1990)
- Tredicesimo piano: fermata per l'inferno (Nightmare on the 13th Floor) – film TV (1990)
- La legge di Burke (Burke's Law) – serie TV (1994)
- La signora in giallo (Murder, She Wrote) – serie TV, 53 episodi (1984-1996)

### Produttore
- Gli intoccabili (The Untouchables) – serie TV, 3 episodi (1960-1961)
- Blue Light – serie TV, 15 episodi (1966)
- La diciottesima spia (I Deal in Danger) (1966)
- Squadra speciale anticrimine (Felony Squad) – serie TV, 3 episodi (1968)
- Daughter of the Mind – film TV (1969)
- The Old Man Who Cried Wolf – film TV (1970)
- Il rifugio del corvo (Crowhaven Farm) – film TV (1970)
- The Silent Force – serie TV, 15 episodi (1970-1971)
- The Forgotten Man – film TV (1971)
- Paper Man – film TV (1971)
- Dead Men Tell No Tales, regia di Walter Grauman  - film tv (1971)
- They Call It Murder – film TV (1971)
- Adams of Eagle Lake – serie TV, 2 episodi (1975)
- To Race the Wind – film TV (1980)
- Illusions – film TV (1983)
- Il profumo del potere (Bare Essence) – serie TV, 11 episodi (1983)
- Chi è Giulia? (Who Is Julia?) – film TV (1986)
- 13º piano: fermata per l'inferno (Nightmare on the 13th Floor) – film TV (1990)

### Sceneggiatore
- The Chevy Mystery Show – serie TV, un episodio (1960)
- Blue Light – serie TV, 17 episodi (1966)